# Albatros Al 103
O Albatros L103 (designação da companhia), mais tarde conhecido como Albatros Al 103 (designação do RLM) foi uma aeronave experimental desenvolvida na Alemanha durante os anos 30. Um monoplano bilugar com os assentos em tandem, era alimentada por um motor Argus As 10C V8 invertido.
Os dados adquiridos através desta aeronave experimental, que foi usada e testada pessoalmente por Kurt Tank, viriam a servir mais tarde para muitos projectos aeronáuticos criados por Kurt Tank.